# زمین آسمانی
زمین آسمانی فیلمی به کارگردانی محمدعلی نجفی و نویسندگی محمدعلی نجفی، محمدرضا شریفی ساختهٔ سال ۱۳۷۳ است.

## خلاصه داستان
محمدعلی نجفی می‌خواهد فیلمی دربارهٔ زندگی حضرت ابراهیم، هاجر و اسماعیل بسازد. داریوش ارجمند را از مشهد برای نقش ابراهیم دعوت می‌کند. پس از انتخاب یک دانشجو برای نقش اسماعیل، جستجو برای بازیگر نقش هاجر شروع می‌شود. لیلا خلیلی که فلسفه و ادبیات خوانده و جریان ساخت فیلم را شنیده به نجفی مراجعه می‌کند و خواهان ایفای نقش هاجر می‌شود. او که با مادربزرگ سالخورده اش زندگی می‌کند، می‌گوید دغدغه هاجر را دارد. جلسات روخوانی بازیگران آغاز می‌شود و نجفی به لیلا تأکید می‌کند که از او یک بازی معمولی نمی‌خواهد. لیلا در آزمایش بازیگری پذیرفته می‌شود و نجفی به گروه می‌گوید که خود را برای سفر حج به مکه آماده کنند. دختر جوانی از وابستگان لیلا به نام نرگس ابراهیمی که به بیماری مرموزی دچار شده از مشهد به تهران و به نزد لیلا و مادربزرگ می‌آید و به کمک لیلا در بیمارستانی بستری می‌شود. لیلا، به رغم تمرین‌های مداومش، بیشترین اوقاتش را در بیمارستان و در کنار نرگس می‌گذارند. چندی بعد، لیلا همراه با گروه راهی مکه می‌شود. گروه پس از مراسم حج به ایران می‌آید و نخستین صحنه‌های فیلم با حضور لیلا و ارجمند در نقش هاجر و ابراهیم در بیابانی خشک و بی آب و علف شروع می‌شود.

## بازیگران
- مهناز افضلی
- داریوش ارجمند
- رقیه چهره‌آزاد
- زهرا عرب
- صالح نجفی
- محمدعلی نجفی
- نگین هدایت
- حجت‌الله سیفی
- جواد مقدمی
- علی مجتهد جابری
- الناز شقایی